# FC Boby Brno 1998/1999
Tento článek se podrobně zabývá soupiskou a statistikami týmu FC Boby Brno v sezoně 1998/1999.

## Důležité momenty sezony
- 7. místo v konečné ligové tabulce
- Čtvrtfinále národního poháru
- 2. kolo Poháru Intertoto

## Statistiky hráčů
- zahrnující ligu, evropské poháry a závěrečné boje národního poháru (osmifinále a výše)

| Pozice | Jméno             | Zápasy |      | Národnost |
| B      | Luboš Přibyl      | 31     |      | Česko     |
| B      | Radim Vlasák      | 7      |      | Česko     |
| Pozice | Jméno             | Zápasy | Góly | Národnost |
| Z      | Tomáš Abrahám     | 6      | 0    | Česko     |
| Z      | Petr Bartes       | 2      | 0    | Česko     |
| O      | Petr Baštař       | 19     | 0    | Česko     |
| O      | Zdeněk Cihlář     | 28     | 2    | Česko     |
| U      | Libor Došek       | 4      | 0    | Česko     |
| U      | Pavel Holomek     | 32     | 8    | Česko     |
| O      | Martin Hyský      | 4      | 0    | Česko     |
| Z      | Lukáš Jiříkovský  | 1      | 0    | Česko     |
| Z      | Petr Kocman       | 14     | 0    | Česko     |
| Z      | Michal Kolomazník | 31     | 9    | Česko     |
| U      | Přemysl Kovář     | 1      | 0    | Česko     |
| O      | Petr Křivánek     | 30     | 3    | Česko     |
| Z      | Jan Maroši        | 31     | 1    | Česko     |
| U      | Pavel Mezlík      | 1      | 0    | Česko     |
| U      | Milan Pacanda     | 28     | 10   | Česko     |
| Z      | Jan Palinek       | 29     | 3    | Česko     |
| Z      | Jan Polák         | 23     | 0    | Česko     |
| Z      | Patrik Siegl      | 35     | 4    | Česko     |
| U      | Pavel Šustr       | 2      | 0    | Česko     |
| U      | Petr Švancara     | 31     | 9    | Česko     |
| Z      | Zdeněk Valnoha    | 15     | 2    | Česko     |
| O      | Martin Zbončák    | 34     | 0    | Česko     |
| Z      | Marek Zúbek       | 31     | 0    | Česko     |

- hráči A-týmu bez jediného startu: Daniel Břežný, Patrik Křap
- trenéři: Karel Večeřa, Karel Jarůšek
- asistenti: Karel Jarůšek, Josef Hron, Jiří Hamřík

## Zápasy

### 1. Liga
- 1. a 16. kolo - SFC Opava - FC Boby Brno 2:1, 1:4
- 2. a 17. kolo - FC Boby Brno - FC Slovan Liberec 0:2, 0:0
- 3. a 18. kolo - SK Slavia Praha - FC Boby Brno 1:1, 0:1
- 4. a 19. kolo - FC Boby Brno - FK Teplice 0:3, 1:2
- 5. a 20. kolo - FK Chmel Blšany - FC Boby Brno 3:1, 0:1
- 6. a 21. kolo - FC Boby Brno - FC Dukla Příbram 1:1, 1:1
- 7. a 22. kolo - FC Baník Ostrava - FC Boby Brno 1:0, 0:3
- 8. a 23. kolo - SK Sigma Olomouc - FC Boby Brno 1:1, 0:0
- 9. a 24. kolo - FC Boby Brno - FK Viktoria Žižkov 1:0, 2:0
- 10. a 25. kolo - FK Jablonec 97 - FC Boby Brno 1:1, 0:3
- 11. a 26. kolo - FC Boby Brno - AC Sparta Praha 0:1, 1:4
- 12. a 27. kolo - SK Hradec Králové - FC Boby Brno 1:0, 1:0
- 13. a 28. kolo - FC Boby Brno - FC Viktoria Plzeň 3:0, 0:2
- 14. a 29. kolo - FC Karviná - FC Boby Brno 1:3, 2:4
- 15. a 30. kolo - FC Boby Brno - FC Petra Drnovice 3:2, 0:0

### Národní pohár
- 2. kolo - SK Sparta Brno - FC Boby Brno 0:9
- 3. kolo - FC Svit Zlín - FC Boby Brno 1:2
- Osmifinále - Admira/Slavoj Praha - FC Boby Brno 1:3
- Čtvrtfinále - AC Sparta Praha - FC Boby Brno 1:0

### Pohár Intertoto
- 1.předkolo - VB Vágur - FC Boby Brno 0:3, 1:3
- 2.předkolo - Espanyol Barcelona - FC Boby Brno 3:5, 2:0

## Klubová nej sezony
- Nejlepší střelec - Milan Pacanda, 10 branek
- Nejvíce startů - Patrik Siegl, 35 zápasů
- Nejvyšší výhra - 9:0 nad Spartou Brno
- Nejvyšší prohra - 1:4 se Spartou Praha
- Nejvyšší domácí návštěva - 24 400 na utkání s Olomoucí
- Nejnižší domácí návštěva - 4 000 na utkání s Příbramí